# The Elder Scrolls III: Morrowind
The Elder Scrolls III: Morrowind là một trò chơi điện tử nhập vai thể giới mở do Bethesda Game Studios phát triển và Bethesda Softworks phát hành. Đây là phần thứ ba trong loạt trò chơi The Elder Scrolls, tiếp nối The Elder Scrolls II: Daggerfall, và được phát hành vào năm 2002 trên các hệ máy Microsoft Windows và Xbox. Cốt truyện chính của Morrowind lấy bối cảnh trên hòn đảo Vvardenfell thuộc lục địa Tamriel. Nhiệm vụ trung tâm của trò chơi xoay quanh vị bán thần Dagoth Ur, người muốn phát triển quyền lực nhằm giải phóng Morrowind khỏi sự thống trị của Đế quốc.
Nhìn chung, Morrowind là một trò chơi kỳ ảo với nhiều yếu tố trong lối chơi cũng như phong cách nghệ thuật châu Âu trung cổ và văn học kỳ ảo được lấy cảm hứng từ Dungeons & Dragons và các trò chơi nhập vai trước đó. Ngoài ra trò chơi cũng kết hợp một số yếu tố steampunk cũng như lấy cảm hứng từ nghệ thuật, kiến trúc và văn hóa Trung Đông và Đông Á. Morrowind được thiết kế theo hướng kết thúc mở và lối chơi tự do, và không đặt nhiều trọng tâm vào cốt truyện chính như những phần trước. Lựa chọn này nhận được những ý kiến trái chiều từ giới truyền thông, tuy nhiên nhìn chung Morrowind vẫn được đáng giá là có một thế giới rộng lớn, chi tiết và mặc dù nhỏ hơn thế giới của Arena và Daggerfall nhưng lại chứa nhiều nội dung độc đáo hơn.
Morrowind nhận được cả đánh giá tích cực lẫn thành công về mặt thương mại, và đã được trao nhiều giải thưởng trong đó có giải Trò chơi của năm cũng như bán được hơn 4 triệu bản trên toàn thế giới tính đến năm 2005. Trò chơi có hai bản mở rộng: Tribunal và Bloodmoon. Cùng với trò chơi chính, cả hai đã được gộp chung vào Morrowind: Phiên bản Trò chơi của năm, phát hành vào tháng 10 năm 2003.